# Ландульф I (князь Беневентський)
Ландульф I (†10 квітня 943), князь Капуанський як Ландульф III і князь Беневентський (910—943). Останній титул носив ще з 12 січня 901 разом з його батьком Атенульфом I. З 910 його співправителем був брат Атенульф II.
У 909 побував у Константинополі, де отримав титули антипатоса і патриція. 2 липня 911 Ландульф підписав дружній договір з неаполітанським дукою Григорієм IV. Продовжував політику союзницьких відносин з Візантійською імперією, хоча не був її васалом. У 914 отримав у володіння знаменитий монастир у Монте Кассіно та призначив абатом Іоанна. Наступного року (915) абат Іоанн був посланий до Константинополя для поновлення умов союзного договору. Цього ж літа відбулось об'єднання військ візантійців на чолі з новим стратегом з Барі Нікколо Пічінглі та загонів італійських князів: Іоанна I і Доцібіла II Гаетанських, Григорія IV і Іоанна II Неаполітанських, Гваймара II. Об'єднане військо разом із силами папи Римського Іоанна X і герцога Альберіка I Сполетського перемогли сарацинів у битві біля Гарільяно.
У 921 підтримав антигрецьке повстання в Апулії, дійшовши аж до Асколі. Проте, він був змушений вислати свого сина Ландульфа II до Константинополя як заручника. У 923 або 926 Ландульф I за домовленістю з Гваймаром напали на візантійські володіння в Апулії та Кампанії, але не досягли великого успіху.
В останні роки життя антивізантійська політика Ландульфа I виявилась хибною, а тому він був змушений укласти мирний договір з візантійцями.